# SYNJ2
SYNJ2‏ (Synaptojanin 2) هوَ بروتين يُشَفر بواسطة جين SYNJ2 في الإنسان.